# Žalm 25
Žalm 25 („K tobě, Hospodine, pozvedám svou duši“) je biblický žalm. V překladech, které číslují podle Septuaginty, se jedná o 24. žalm. Žalm je nadepsán těmito slovy: „Davidův.“ Podle některých vykladačů toto nadepsání znamená, že žalm byl určen pro krále z Davidova rodu. Tradiční židovský výklad připisuje sepsání takto označených žalmů přímo králi Davidovi. Spis Šimuš Tehilim („Užití Žalmů“), jehož autorem je zřejmě židovský učenec Chaj Ga'on (939–1038), uvádí, že recitace 25. žalmu je nápomocná těm, kteří zažívají nejrůznější problémy, neštěstí či zakoušejí útlak.
Několik veršů 25. žalmu zhudebnil Antonín Dvořák v rámci písňového cyklu Biblické písně.